# راماناتان کریشنان
 راماناتان کریشنان (انگلیسی: Ramanathan Krishnan؛ زاده ۱۱ آوریل ۱۹۳۷) یک تنیس‌باز اهل هند است.